# Kento Takeuchi
Kento Takeuchi (japanisch 竹内 研人 Takeuchi Kento; * 19. Dezember 1987 in der Präfektur Kyōto) ist ein japanischer Tennisspieler.

## Karriere
Kento Takeuchi spielt hauptsächlich auf der ATP Challenger Tour und der ITF Future Tour. Er feierte bislang zwei Einzel- und einen Doppelsieg auf der Future Tour. Sein Debüt im Einzel auf der ATP World Tour gab er im September 2014 bei den Malaysian Open, wo er in der Auftaktrunde gegen Gō Soeda in zwei Sätzen verlor.